# Dabas
Dabas (Duits: Dabotz) is een plaats (város) en gemeente in het Hongaarse comitaat Pest. Dabas telt 16 422 inwoners (2007).

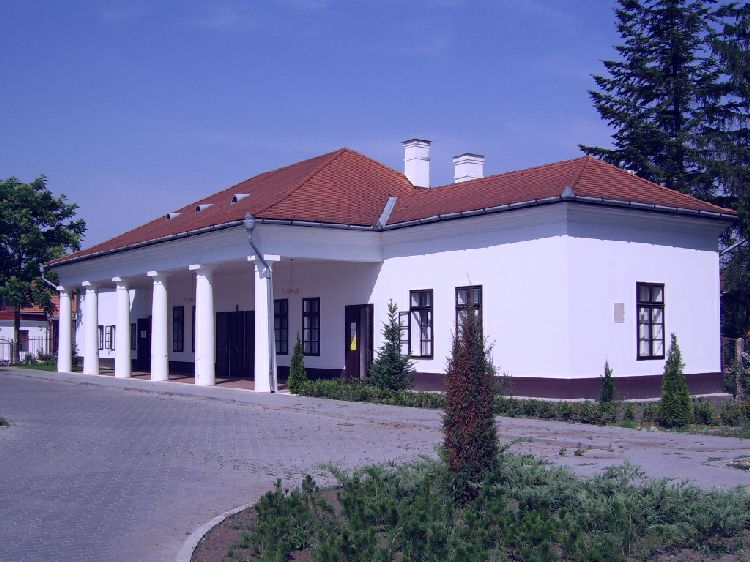